# Ilseng (stacja kolejowa)
Ilseng – stacja kolejowa w Ilseng, w regionie Hedmark w Norwegii, jest oddalona od Oslo Sentralstasjon o 135,33 km. Położona na wysokości 154,4 m n.p.m.

## Ruch pasażerski
Leży na linii Rørosbanen, jednej z dwóch równoległych linii kolejowych prowadzących z Oslo do Trondheim. Stacja obsługuje ruch dalekobieżny do Hamar, Røros oraz jedno połączenie dziennie do Trondheim S.

## Obsługa pasażerów
Wiata, parking na 7 miejsc. Odprawa podróżnych odbywa się w pociągu.